# Улица Гоголя (Барнаул)
Улица Го́голя — улица Барнаула, проходит от Промышленной улицы до Малого Прудского переулка.

## История
Одна из старейших улиц в Барнауле, известна с середины XVIII века.
Первое название — Кузнецкая — получила по Кузнецкому острогу, на который задавала направление. Современное название получила по решению Барнаульской городской думы в 1902 году к 50-летию со дня смерти великого русского писателя Николая Васильевича Гоголя.
Улица полностью выгорела в пожаре 1917 года.

## Достопримечательности

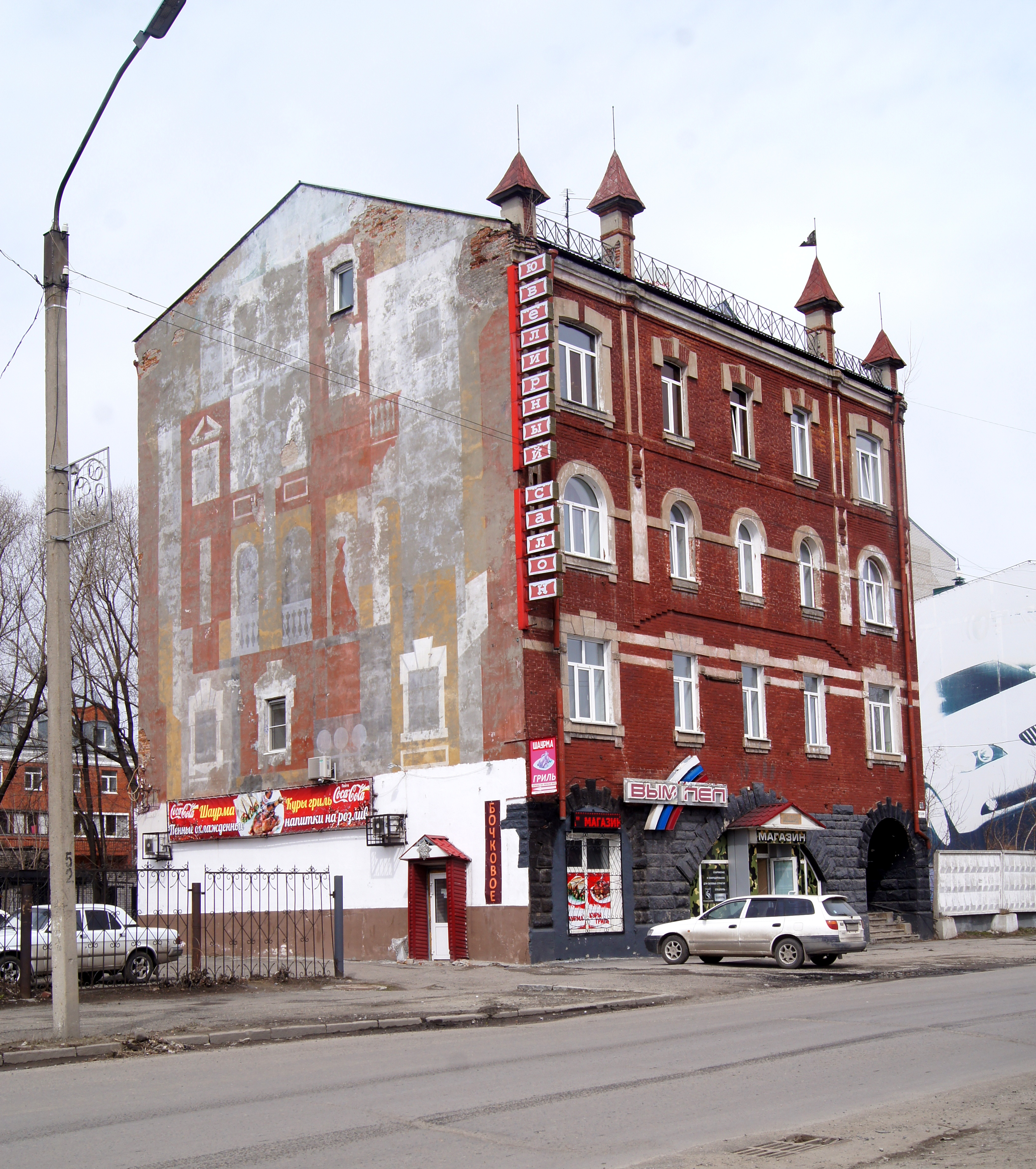
дом Аверина

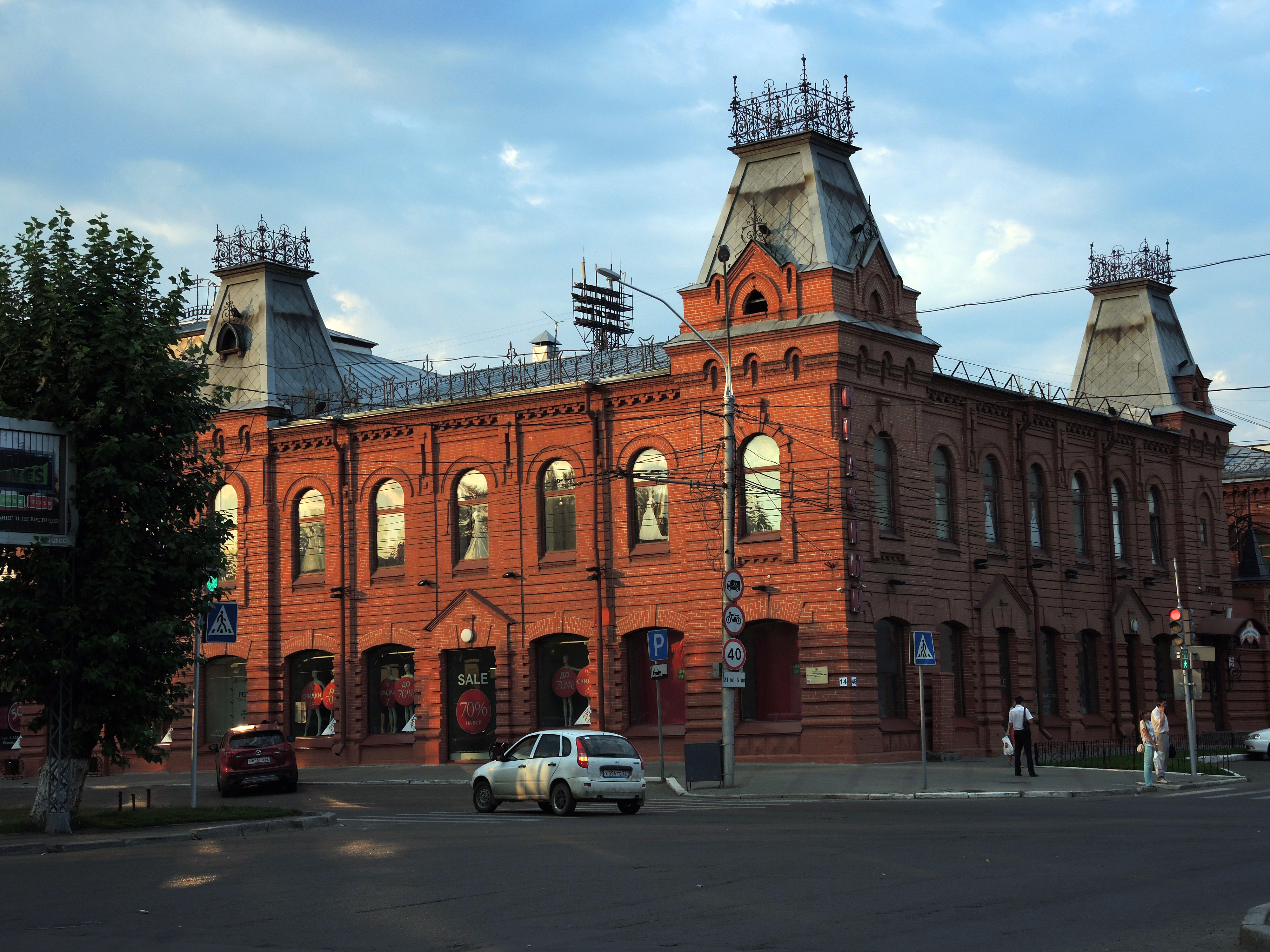
Торговый дом купца Полякова

- д. 44 — Торговый дом купца И. И. Полякова (Магазин «Красный», 1913)[3]
- д. 76 — бывший доходный дом Аверина (1915, первый барнаульский небоскрёб)[4]